# Massacre de Khatyn
Ne doit pas être confondu avec Massacre de Katyń.
Le massacre de Khatyn a lieu le 22 mars 1943 pendant la  Seconde Guerre mondiale. Le village de Khatyn en Biélorussie est rasé et sa population massacrée par les nazis en représailles à une attaque de partisans. Un mémorial a été construit sur son emplacement. Il a probablement servi à la propagande soviétique pour détourner l'attention du quasi homonyme massacre de Katyn.

## Occupation allemande

### Motifs
Le 22 mars 1943, pendant la Seconde Guerre mondiale, un convoi allemand motorisé est attaqué par les partisans près de Koziri, un village situé à 6 km de Khatyn. Quatre officiers de la police militaire du 118e bataillon Schutzmannschaft, un bataillon de police composé majoritairement de collaborateurs ukrainiens, de prisonniers de guerre et de déserteurs, sont tués. Parmi les morts figure le champion des jeux olympiques de 1936, Hans Woellke, officier commandant le bataillon,,.

### Déroulement du massacre
L'après-midi du 22 mars 1943, la population du village de Khatyn est rassemblée par le 118e bataillon « Schutzmannschaft » et le « bataillon SS spécial Dirlewanger »,.
En représailles de l'aide supposément apportée aux partisans, les SS s'en prennent au village. Ils entassent toute la population (y compris les femmes, les enfants, et les vieillards) dans une grange en bois au centre du village. Ils l'incendient, ainsi que les 26 maisons de la localité. Ceux qui tentent de s'arracher au brasier sont mitraillés à bout portant. Les autres habitants, dont 75 enfants, périssent dans les flammes ou sous les balles des SS.
Officiellement il n'y a qu'un survivant, Josef Kaminski, un adulte resté par miracle en vie après avoir perdu connaissance à cause de ses blessures et brûlures. On dit qu'alors il avait repris connaissance après le départ des SS, il retrouva son fils brûlé agonisant qui mourut dans ses bras. Cet épisode inspira plus tard une statue au mémorial de Khatyn. Il y aurait eu peut-être deux autres survivants enfants. Viktor Zhelobkovich, un garçon de sept ans qui aurait survécu au feu dans la grange sous le cadavre de sa mère. Et Anton Baranovsky, un garçon âgé de 12 ans, qui aurait été laissé pour mort avec une blessure à la jambe.

## Procès après-guerre
Le village de Khatyn n'a jamais été reconstruit. Un mémorial a été aménagé à son emplacement pour perpétuer le souvenir de la tragédie de Khatyn et de centaines d'autres villages martyrs biélorusses.

### Bilan
Au moins 5 295 villages furent détruits par les nazis et dans certains cas la population massacrée.
- Dans la région de Vitebsk, 243 villages furent brûlés deux fois, 83 villages trois fois et 22 villages quatre fois ou plus.
- Dans la région de Minsk, 92 villages furent brûlés deux fois, 40 villages trois fois, neuf villages quatre fois et six villages cinq fois ou plus[6].

Au total, 2 230 000 personnes furent tuées en Biélorussie pendant les 3 années d'occupation nazie, environ un quart de la population du pays,.

### Châtiments
Le commandant des sections du 118e Bataillon Schutzmannschaft, l'Ukrainien Vassyl Melechko, comparut devant une cour soviétique et fut exécuté en 1975. Le chef d'état-major du 118e bataillon Schutzmannschaft, l'Ukrainien Grigory Vassiura, fut jugé à Minsk en 1986, reconnu coupable de tous ses crimes par le verdict du tribunal militaire du district biélorusse et condamné à mort.
Les délibérations et les jugements des principaux coupables du massacre ne reçurent pas une grande publicité dans les médias. Les dirigeants des républiques soviétiques se faisaient du souci à propos du maintien de bonnes relations internationales entre les peuples Biélorusses et Ukrainiens.
Un des auteurs membre des Schutzmannschaft, Vladimir Katriuk, fut localisé au Québec. Une polémique eut lieu au Canada, à la suite des révélations du Centre Simon Wiesenthal qui avait exploité les archives soviétiques du NKVD. Il fut question de lui retirer la citoyenneté canadienne et de l'expulser. Il était accusé de s'être servi d'une mitrailleuse et d'avoir tiré sur ceux qui tentaient de fuir les flammes. Sa mort en 2015 mit fin aux démarches entreprise par la Russie.

## Le mémorial

Panorama du mémorial du village de Khatyn.

### Réalisation
Le mémorial actuel ouvre en 1969, et est déclaré Mémorial national de guerre de la RSS de Biélorussie. Khatyn devint un symbole des tueries de masse de populations civiles pendant le combat entre les partisans militaires, les troupes allemandes et les collaborateurs.
À l'emplacement des 26 maisons incendiées furent placées 26 stèles, qui rappellent des cheminées, surmontées de cloches. Des plaques de marbre portent gravés les noms et prénoms de ceux qui habitèrent ces maisons. La sculpture de granit noir de Josef Kaminski portant sur ses bras étendus son fils mort accueille ceux qui arrivent à Khatyn. Au fond du mémorial se trouve un cimetière où sont enterrées des cendres provenant de 186 autres villages.
Parmi les symboles les plus connus du complexe du mémorial figure un monument avec trois bouleaux et, à la place d'un 4e arbre, une flamme éternelle, hommage au quart des Biélorusses morts pendant la guerre. Il y a aussi une statue de Josef Kaminski portant son enfant mourant et un mur avec des niches pour représenter les victimes de tous les camps de concentration, avec de grandes niches représentant ceux où il y eut plus de 20 000 victimes. Des cloches sonnent toutes les 20 secondes pour rappeler à quelle fréquence des Biélorusses ont perdu la vie durant la Seconde Guerre mondiale.

### Visiteurs notoires
Parmi les leaders étrangers qui ont visité le Mémorial de Khatyn pendant leur mandatures figurent Richard Nixon des États-Unis, Fidel Castro de Cuba, Rajiv Gandhi de l'Inde, Yasser Arafat de l'OLP et Jiang Zemin de Chine.

## Propagande soviétique et russe

### Ambiguïté du nom
Pendant l'ère de Léonid Brejnev en URSS, beaucoup d'attention fut apportée aux crimes de guerre nazis. Le choix de mettre en avant tardivement le village de Khatyn, parmi les centaines de villages ayant connu le même drame, interpelle. Il est vrai que les dirigeants soviétiques mentent alors toujours au sujet des vrais auteurs de l'exécution de 22000 polonais en 1940, et en particulier de 4404 officiers polonais lors du massacre de Katyn.
Selon Norman Davies du Wolfson College (Oxford), le village fut choisi et le mémorial créé par les autorités soviétiques dans une politique calculée de désinformation afin de jouer entre autres sur la confusion des noms.
Lors de sa visite en URSS de 1974, le président Nixon est conduit au mémorial. La confusion possible des deux noms est relevée par un article du New York Times.
Le site polonais du mémorial de Katyn affirme également le caractère délibéré de cette homonymie.

### Utilisation dans le conflit russo-ukrainien
Peu après l'Incendie de la Maison des syndicats d'Odessa en 2014, la propagande russe qualifie l'événement de « nouveau Khatyn ».
L'expression sera reprise par Vladimir Poutine, notamment dans son discours « Sur l’unité historique des Russes et des Ukrainiens » de juillet 2021.

« Et les habitants de Donetsk et de Louhansk ont pris les armes pour protéger leurs maisons, leur langue et leurs vies. Avaient-ils d'autre choix, après les pogroms que les villes d'Ukraine ont connu, après l'horreur et la tragédie du 2 mai 2014 à Odessa, où des néonazis ukrainiens ont brûlé vifs des gens, faisant un nouveau Khatyn? »

## Dans la culture
Ce massacre et ses transcriptions est l'une des sources pour le film Requiem pour un massacre réalisé en 1985 par Elem Klimov.

## Galerie

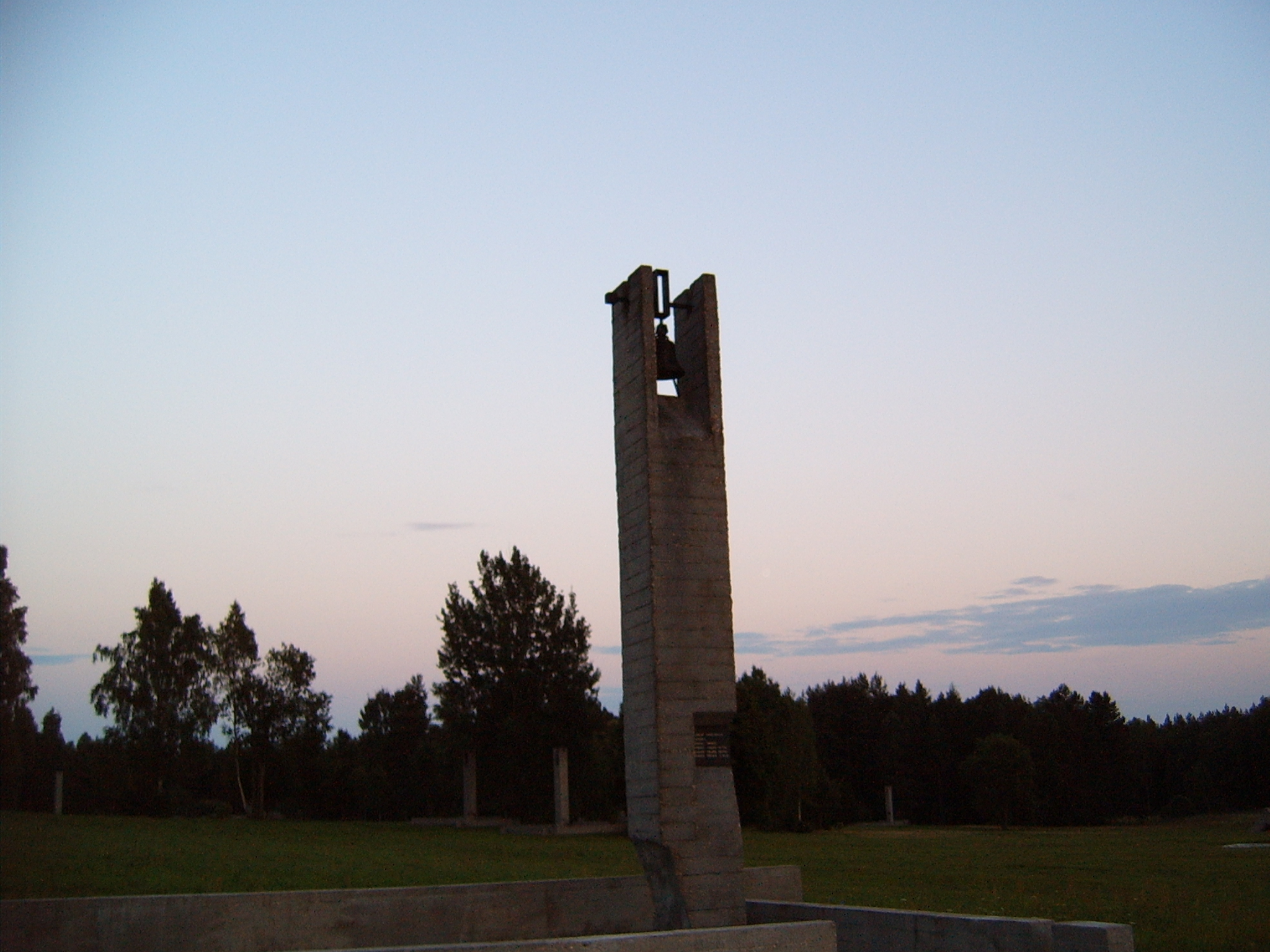
La cloche sur son monument.
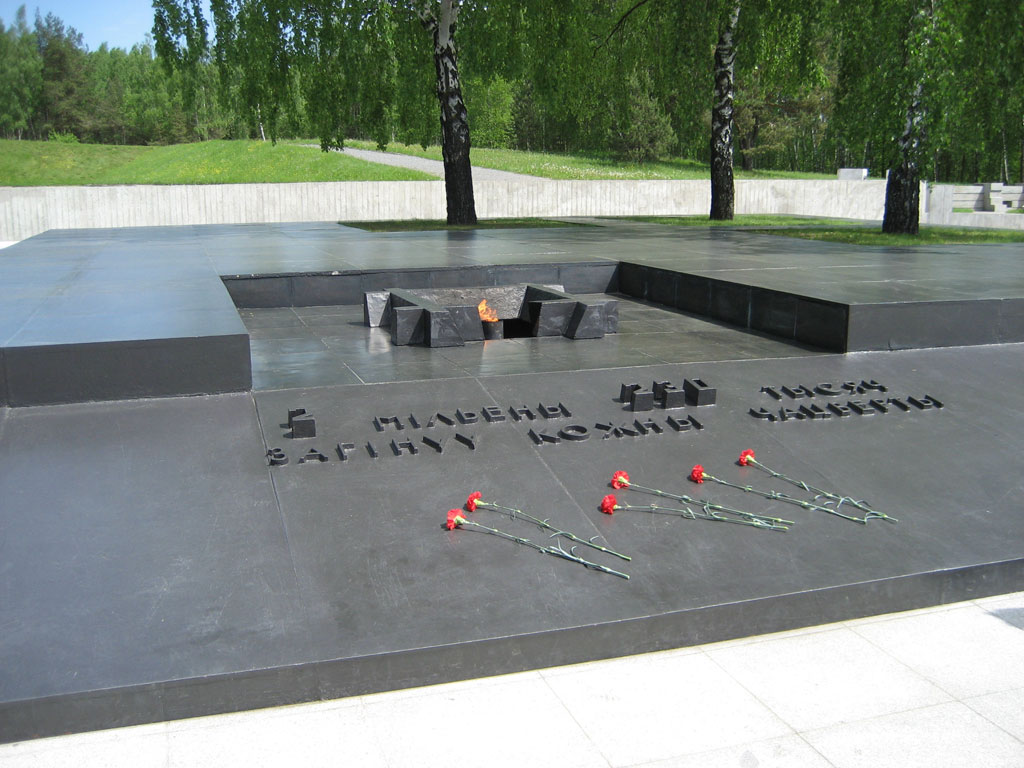
La flamme éternelle.
Panorama de la partie principale du Mémorial de Khatyn.
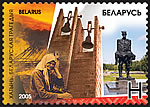
Tragédie de Khatyn, Biélorussie - timbre-poste biélorusse, 2005.
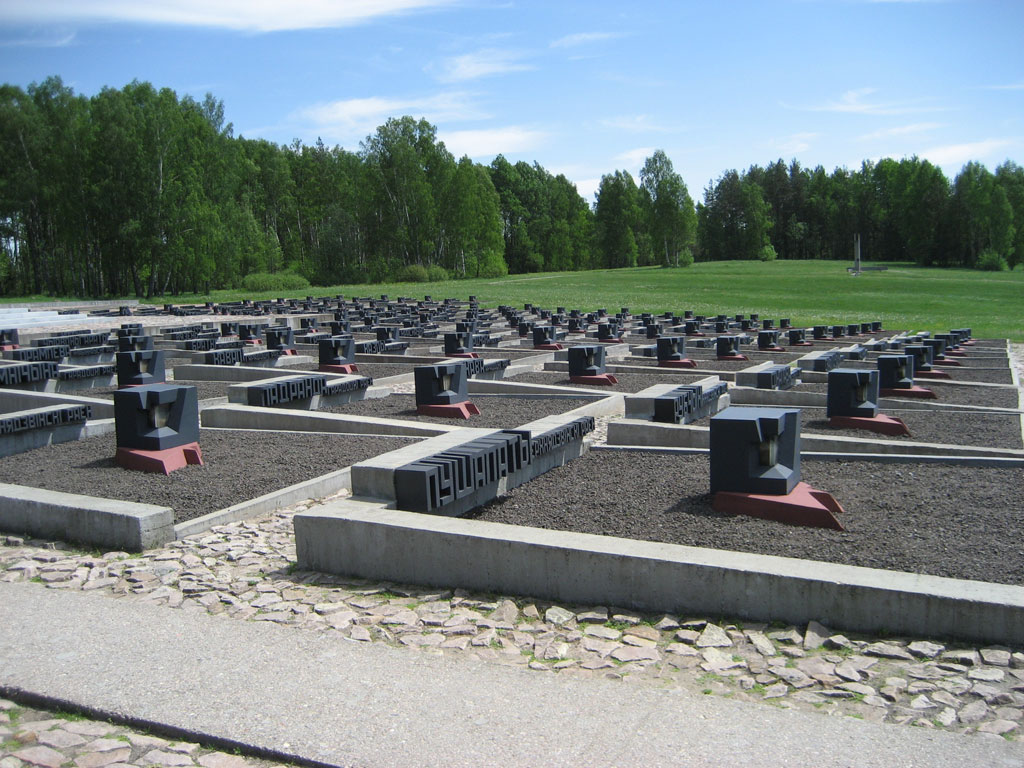
Mémorial des villages détruits.

## Sources
- (en) Cet article est partiellement ou en totalité issu de l’article de Wikipédia en anglais intitulé « Khatyn massacre » (voir la liste des auteurs).